# Эхилкан
Эхилка́н — посёлок при одноимённой станции в Верхнебуреинском районе Хабаровского края. Входит в состав Тырминского городское поселения.

## Население
| 1992 | 2002 | 2010 | 2011 | 2012 | 2021 |
| ---- | ---- | ---- | ---- | ---- | ---- |
| 166  | ↘120 | ↘72  | →72  | ↘69  | ↘42  |

## Улицы
| - ул. Восточная, - ул. Зелёная, - ул. Лесная, | - ул. Нагорная, - ул. Путейская, - ул. Центральная. |